# Hirschegg-Pack
Hirschegg-Pack är en kommun i distriktet Voitsberg i förbundslandet Steiermark i Österrike. Kommunen bildades 1 januari 2015 genom en sammanslagning av kommunerna Hirschegg och Pack. Huvudort är Hirschegg.
Kommunen består av två orter (Ortschaften) (inom parentes invånarantal 1 januari 2024):
- Hirschegg (596)
- Pack (408)